# پیاز زرد

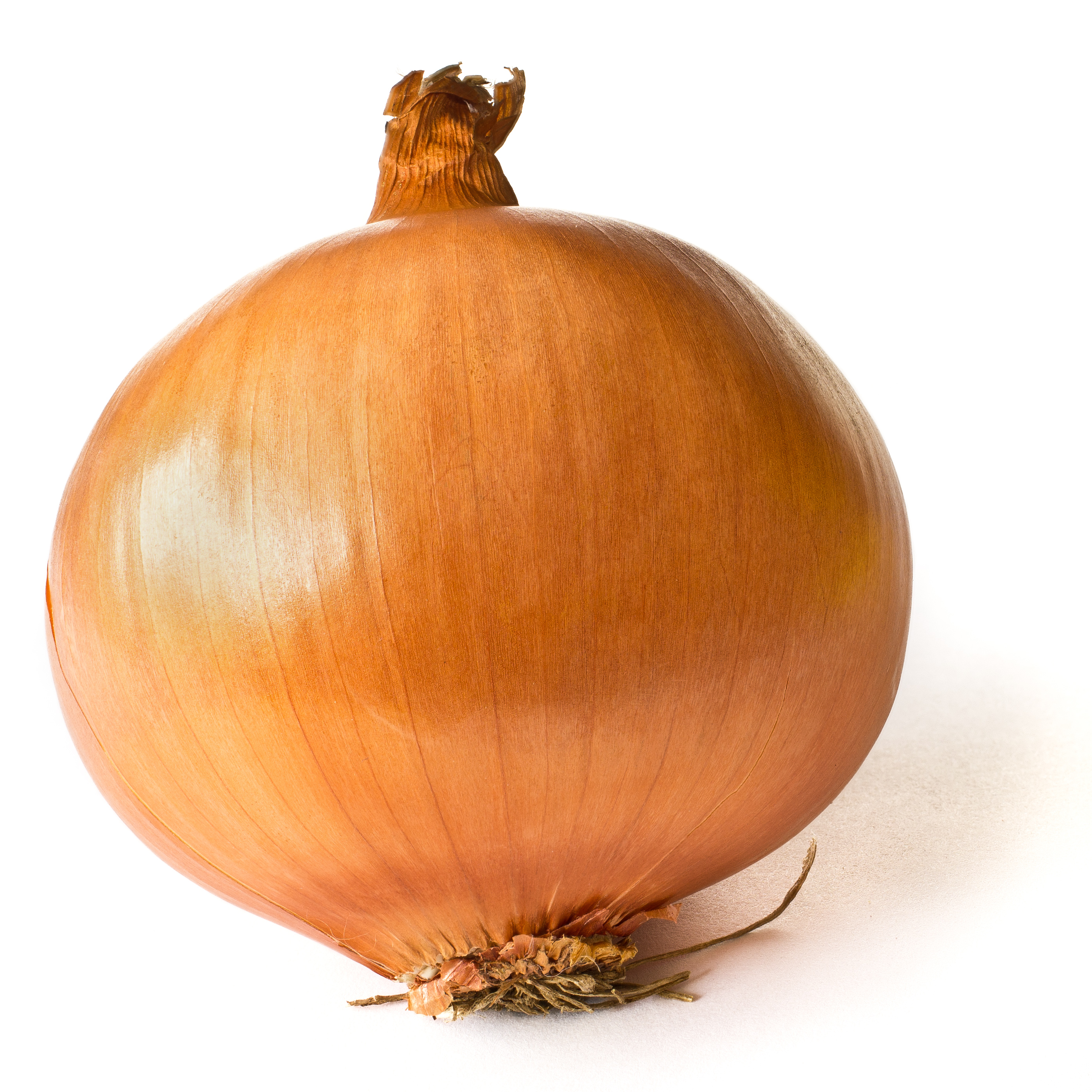
پیاز زرد

پیاز زرد یا پیاز قهوه‌ای (نام علمی: (Allium cepa L)) رقمی از پیاز خشک با مزه و بوی تُند و قوی است. درون آن معمولاً سفید مایل به سبز، زرد روشن یا سفید است و لایه‌های نازک پوست آن به رنگ قهوه‌ای مایل به زرد یا طلایی کم‌رنگ دیده می‌شود. این نوع پیاز نسبت به پیاز سفید گوگرد بیشتری دارد و به همین دلیل طعمی قوی‌تر و پیچیده‌تر دارد.
ده‌ها گونهٔ مختلف از پیاز زرد بسته به فصل رشد می‌کنند. ارزش غذایی آن‌ها متفاوت است، اما همهٔ آن‌ها دارای «کوئرستین» هستند که نوعی فلاونول به‌شمار می‌رود.
پیاز زرد معمولاً در تمام طول سال در دسترس است؛ این پیاز بین بهار و پاییز کاشته می‌شود و سپس برای مصرف در ماه‌های دیگر انبار می‌شود. این نوع پیاز رایج‌ترین نوع در اروپای شمالی است و حدود ۹۰٪ از تولید پیاز در ایالات متحده را نیز شامل می‌شود. برای نگهداری، باید در محیطی خنک و تاریک قرار گیرد. اگر قرار باشد برای مدت طولانی‌تری نگهداری شود، باید در کاغذ پیچیده شده و در یخچال قرار گیرد. پیازهای بریده یا پوست‌کنده نیز باید در پلاستیک در یخچال نگهداری شوند، اما تنها چند روز دوام می‌آورند.
پیاز زرد طعمی غنی دارد و برای غذاهایی مانند سوپ پیاز فرانسوی، دیگر سوپ‌ها، خورش‌ها و خوراک‌های تفت‌داده‌شده و کباب مناسب است. وقتی بر اثر حرارت قهوه‌‌ای‌رنگ می‌شود، طعمی چسبناک و شیرین به خود می‌گیرد.